# Paul Dargel

Paul Dargel, vor 1939

Paul Dargel (* 28. Dezember 1903 in Elbing; † seit 1945 verschollen) war ein deutscher Politiker (NSDAP).

## Leben

### Frühes Leben und Weimarer Republik
Dargel schloss den Schulbesuch im Jahr 1919 mit der Mittleren Reife ab. Zeitweise besuchte er auch die Handelsschule. Von 1919 bis 1930 verdiente er seinen Lebensunterhalt als Holzkaufmann.
Zum 1. Oktober 1930 trat Dargel in die NSDAP (Mitgliedsnummer 533.762) ein. Im Dezember 1930 übernahm Dargel als Parteifunktionär der NSDAP das Amt eines Kreisleiters. 1932 wurde er Gauamtsleiter und 1933 Gauorganisations- und Schulungsleiter.
1930 wurde Dargel in den Preußischen Landtag gewählt, dem er bis 1932 als Abgeordneter angehörte.

### Erste Jahre der NS-Herrschaft (1933 bis 1940)
Nach dem Machtrantritt der Nationalsozialisten im Jahr wurde Dargel Gauorganisations- und Schulungsleiter der NSDAP. Im selben Jahr wurde er zudem kurzzeitig Mitglied im Provinziallandtag der Provinz Ostpreußen. 1934 übernahm Dargel ein Amt im Preußischen Provinzialrat der Provinz Ostpreußen. Im Reichsarbeitsdienst wurde Dargel derweil Ehrenarbeitsführer.
Bei der Reichstagswahl am 29. März 1936 kandidierte Dargel für den nationalsozialistischen Reichstag, wurde aber nicht gewählt. Am 30. November 1937 trat Dargel im Nachrückverfahren für den Abgeordneten Fritz Adam als Abgeordneter in den nationalsozialistischen Reichstag ein, in dem er anschließend siebeneinhalb Jahre lang, bis zum Ende der NS-Herrschaft im Frühjahr 1945 den Wahlkreis 1 (Ostpreußen) vertrat.
Anlässlich des fünften Jahrestages der Regierungsübernahme durch die NSDAP erhielt Dargel am 30. Januar 1938 das Goldene Parteiabzeichen der NSDAP.
Am 11. November 1940 wurde Dargel zum Regierungspräsidenten in Zichenau ernannt.

### Zweiter Weltkrieg
Während des Zweiten Weltkrieges amtierte Dargel von 1941 bis 1944 als Leiter der Hauptabteilung II (Verwaltung) des Reichskommissariats Ukraine. Zugleich war Dargel ständiger Vertreter des Reichskommissars Erich Koch im Amtssitz Rowno.
In dieser Zeit war Dargel auch am Holocaust beteiligt: Am 25. August 1941 nahm er an einer Sitzung im Hauptquartier des Generalquartiermeisters Oberkommando des Heeres, Eduard Wagner, teil, bei der die für den 1. September 1941 geplante Etablierung des Reichskommissariats Ukraine durch zivile, militärische und polizeiliche Stellen besprochen wurde. Dabei ließ der nicht anwesende Höhere SS- und Polizeiführer Russland-Süd Friedrich Jeckeln bekanntgeben, dass er die Tötung von mehreren tausend Juden durchführen werde:
„Major Wagner erläuterte […]. Bei Kamenetz-Podolsk hätten die Ungarn etwa 11.000 Juden über die Grenze geschoben. In den bisherigen Verhandlungen sei es noch nicht gelungen, die Rücknahme dieser Juden zu erreichen. Der Höhere SS- und Polizeiführer (SS-Obergruppenführer Jeckeln) hoffe jedoch, die Liquidation dieser Juden bis zum 1.9.1941 durchgeführt zu haben. […]“
Die Teilnehmer der Sitzung blieben bei dieser Ankündigung ungerührt, das Vorhaben wurde nicht weiter erörtert. Dem Protokoll von Walter Labs zufolge waren bei dieser Besprechung außer Wagner, Dargel und Labs noch anwesend: Hans Georg Schmidt von Altenstadt als Leiter der Abteilung Kriegsverwaltung beim Generalquartiermeister, Justus Danckwerts als Leiter der Abteilung V „Verwaltung“ der Abteilung Kriegsverwaltung beim Generalquartiermeister und politischer Berater von Schmidt von Altenstadt, Otto Bräutigam als weiterer RMfdbO-Vertreter, Ernst-Anton von Krosigk als Chef des Stabes von Karl von Roques, dem Befehlshaber des Rückwärtigen Heeresgebietes Süd sowie möglicherweise Ernst von Krause als Chef des Stabes des Wehrmachtbefehlshabers Ukraine und weitere, namentlich nicht genannte Mitarbeiter des Generalquartiermeisters.
Der Historiker Dieter Pohl hat die Zusammenkunft vom 25. August 1941 als eine Verabredung zum Völkermord bewertet, da einige Tage später das Massaker von Kamenez-Podolsk begann, bei dem 23.600 Juden erschossen wurden.
Am 30. September 1943 überlebte Dargel ein Attentat, das der sowjetische Partisan Nikolai Iwanowitsch Kusnezow auf ihn verübte: Eine Granate, die Kusnezow auf ihn warf, verwundete ihn schwer. Angeblich verlor er sogar beide Füße. Er wurde nach dem Attentat im Flugzeug nach Berlin zurückgebracht.
1944 wurde Dargel zum Beauftragten der Reichsleitung der NSDAP für Ostfragen ernannt. In der letzten Kriegsphase war Dargel 1945 stellvertretender Reichsverteidigungskommissar für die Provinz Ostpreußen. Regulärer Kommissar war derweil sein alter Vorgesetzter Erich Koch.
Bei Kriegsende gelang es Dargel, zusammen mit Koch und anderen Mitarbeitern Kochs, mit den Eisbrecher „Ostpreußen“ aus dem belagerten Königsberg zu fliehen: Das Schiff stach am 27. April mit Ziel Rügen in See und erreichte am 29. April den Hafen Saßnitz auf Rügen. Aufgrund der vorrückenden Roten Armee entschied man sich weiter zu fahren: Am 1. Mai 1945 erreichte die „Ostpreußen“ Kopenhagen, wo das Schiff bis zum 5. Mai liegen blieb. Am 5. Mai fuhr die Gruppe mit ihrem Schiff nach Flensburg. Dargels weiterer Verbleib ist nicht gesichert.
In der Literatur wird zum Teil angegeben, dass Dargel nach dem Krieg in Hannover gelebt haben soll. In den Adressbüchern für Hannover für diese Zeit ist er indessen nicht verzeichnet. Dargels Ehefrau lebte, von Königsberg kommend, seit Juli 1945 im pfälzischen Nickenich und später in Bielefeld. In den Meldeunterlagen seiner Frau wurde Dargel bereits 1945 als „vermisst“ eingetragen und auch Jahrzehnte später noch Entsprechendes angegeben.

## Familie
Am 4. Dezember 1935 heiratete Dargel in Königsberg die aus Elberfeld stammende Studienreferendarin Margarete Mallmann (1908–1996), die dort bis Ende 1935 als „Obergauführerin Ostland“ des Bundes Deutscher Mädel tätig war. Unter ihrem Ehenamen Dargel-Mallmann veröffentlichte sie mehrere Jugendbücher mit Titeln wie Mädel im Kampf: Erlebnisse und Erzählungen (Mädchenerlebnisse aus dem Ersten Weltkrieg); für ihre Jugenderzählung Ein Schicksal an der Memel erhielt sie 1938/39 den 4. Preis des Hans-Schemm-Preises.
Als Trauzeugen fungierten der Vizepräsident Hermann Bethke und der stellvertretende Gauleiter Ferdinand Großherr.